# Shenandoah Farms
Shenandoah Farms – jednostka osadnicza w Stanach Zjednoczonych, w stanie Wirginia, w hrabstwie Warren.